# Linea nigra

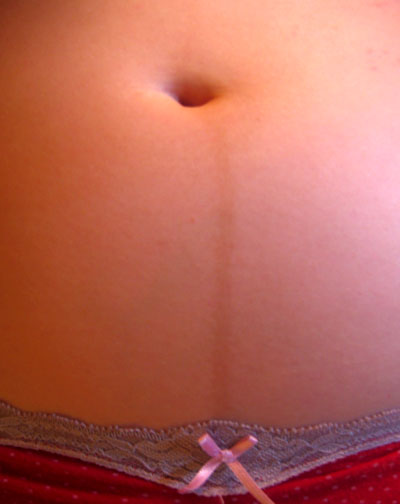
Kresa czarna podczas ciąży

Linea nigra (z łac. dosł. „czarna linia”), kresa czarna – ściemnienie kresy białej, występujące w drugim trymestrze ciąży u większości kobiet, czego przyczyną jest zwiększone wytwarzanie melaniny. W ciągu kilku miesięcy po porodzie zmiana ta zwykle zanika. 
W rzadkich przypadkach dochodzi do takiego przebarwienia u osób niebędących w ciąży.